# 圣马丁拉斯捷
圣马丹拉斯捷（法語：Saint-Martin-l'Astier，法語發音：[sɛ̃ maʁtɛ̃ lastje]）是法国多尔多涅省的一个市镇，位于该省西部，属于佩里格区。

## 地理
圣马丹拉斯捷（45°3'22"N, 0°19'45"E）面积9.4 平方千米，位于法国新阿基坦大区多爾多涅省，该省份为法国西南部内陆省份，是法國本土面积第三大的省，大致对应佩里戈尔地区，北起顺时针与夏朗德省、上维埃纳省、科雷兹省、洛特省、洛特-加龙省、吉倫特省和滨海夏朗德省接壤。
与圣马丹拉斯捷接壤的市镇（或旧市镇、城区）包括：圣艾蒂安-德皮科尔比耶、圣洛朗德索姆、圣米歇尔德杜布勒、圣弗龙德普拉杜、圣梅达尔德米西当。
圣马丹拉斯捷的时区为UTC+01:00、UTC+02:00（夏令时）。

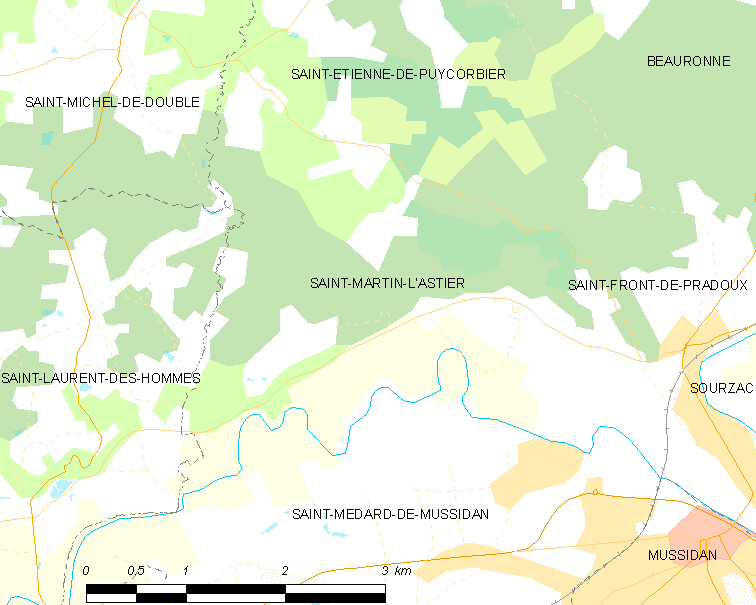
圣马丹拉斯捷的OSM定位图

## 行政
圣马丹拉斯捷的邮政编码为24400，INSEE市镇编码为24457。

## 政治
圣马丹拉斯捷所属的省级选区为伊勒河谷县。

## 人口

1962-2008年间圣马丹拉斯捷人口变化图示

圣马丹拉斯捷于2022年1月1日时的人口数量为140人。